# Sloboda-Ukraine

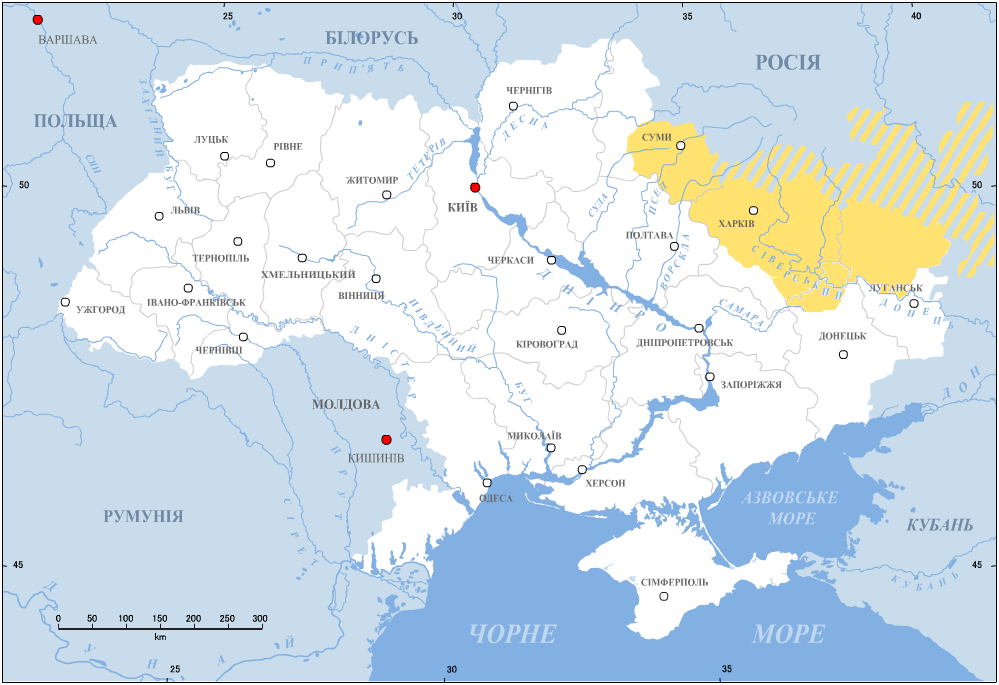
Sloboda-Ukraine

Die Sloboda-Ukraine (ukrainisch Слобідська Україна Slobidska Ukraina), auch Sloboschanschtschyna (Слобожанщина), ist eine historische und geografische Region der Ukraine und Russlands.

## Name
Sloboda heißt im Russischen und Ukrainischen eine freie Siedlung und leitet sich von Swoboda (Freiheit) ab.

## Geografie
Die Region umfasst innerhalb der Grenzen der modernen Ukraine: fast die gesamte Oblast Charkiw im Südosten, ein Teil der Oblast Sumy, den größten Teil der Oblast Luhansk und einen kleinen Teil der Oblast Donezk im Norden. Innerhalb der Grenzen des heutigen Russlands umfasst die Region im Süden Teile der Oblaste Belgorod, Woronesch und Kursk.

## Geschichte
Bis ins späte 16. Jahrhundert hinein war dieses Steppengebiet Teil des sogenannten Wilden Feldes und aufgrund der häufigen Überfälle der Steppennomaden, zuletzt der Krimtataren und der Nogaier, weitgehend unbesiedelt. Mit dem Erstarken des Zarentums Russland und dem Vorrücken seiner Grenzen nach Süden kam dieses Gebiet unter seine Kontrolle. Die Russen sicherten ihre Gebiete durch neue befestigte Linien, die Verhaulinien. Die Sloboda-Ukraine wurde im Süden durch die Isjum-Linie (russisch Изюмская черта) geschützt. Die Russen gründeten hier zahlreiche Städte und Festungen, darunter Charkow, Sumy, Zarjow-Borissow, Isjum, Belgorod, Ostrogoschsk, Tschugujew usw., die sowohl als Grenzfestungen gegen Polen-Litauen, als auch als Stützpunkte gegen die Überfälle der Krimtataren dienten.
Im 17. Jahrhundert häuften sich die Aufstände der ukrainischen Kosaken gegen Polen-Litauen, die immer wieder gewaltsam unterdrückt wurden. Die russische Regierung öffnete die Grenzen für viele Flüchtlinge, damit sie die Grenzregion besiedelten und stärkten. Die Sloboda-Ukraine war kein Teil des Kosaken-Hetmanats, das unter Bohdan Chmelnyzkyj 1648 gegründet wurde, sondern blieb stets direkter Teil des Russischen Reiches. Allerdings hatte sie aufgrund ihrer ukrainisch-russischen Besiedelungsgeschichte stets einen ukrainischen kulturellen Einschlag. Die Zuwanderer behielten die militärische Organisation des Hetmanats bei und bildeten fünf Kosaken-Regimente: Ostrogoschsk, Sumy, Charkiw, Ochtyrka, Isjum.

Fahne des Izyum-Regiments
Fahne des Ochtyrka-Regiments
Fahne des Sumy-Regiments
Fahne des Charkiw-Regiments
Fahne des Ostrogoschsk-Regiments

1918 wurde die Sloboda-Ukraine ein Teil der kurzlebigen Ukrainischen Volksrepublik. Wenig später entstand hier die Ukrainische Sozialistische Sowjetrepublik mit der Hauptstadt Charkow. Bald umfasste sie die gesamte sowjetisch kontrollierte Ukraine. Die Hauptstadt wurde 1934 nach Kiew verlegt.